# Pitcairnia puyoides
Pitcairnia puyoides là một loài thực vật có hoa trong họ Bromeliaceae. Loài này được L.B.Sm. miêu tả khoa học đầu tiên năm 1936.